# Naoyoshi Fukumoto
Naoyoshi Fukumoto (japanisch 福本 尚純 Fukumoto Naoyoshi; * 10. Mai 1987 in Tamano) ist ein ehemaliger japanischer Fußballspieler.

## Karriere
Fukumoto erlernte das Fußballspielen in der Jugendmannschaft von Sanfrecce Hiroshima und der Universitätsmannschaft der Ritsumeikan-Universität. Seinen ersten Vertrag unterschrieb er 2010 bei Fagiano Okayama. Der Verein spielte in der zweithöchsten Liga des Landes, der J2 League. Für den Verein absolvierte er sieben Ligaspiele. Ende 2012 beendete er seine Karriere als Fußballspieler.